# Северноамерикански звездоброец
Северноамериканските звездобройци (Astroscopus guttatus) са вид актиноптери от семейство Звездобройци (Uranoscopidae).
Те са незастрашен вид.
Таксонът е описан за пръв път от Чарлз Конрад Абът през 1860 година.